# Savigny-sur-Grosne
Savigny-sur-Grosne é uma comuna francesa na região administrativa de Borgonha-Franco-Condado, no departamento Saône-et-Loire. Estende-se por uma área de 6,5 km². Em 2010 a comuna tinha 170 habitantes (densidade: 26,2 hab./km²).